# Gabriele Reismüller

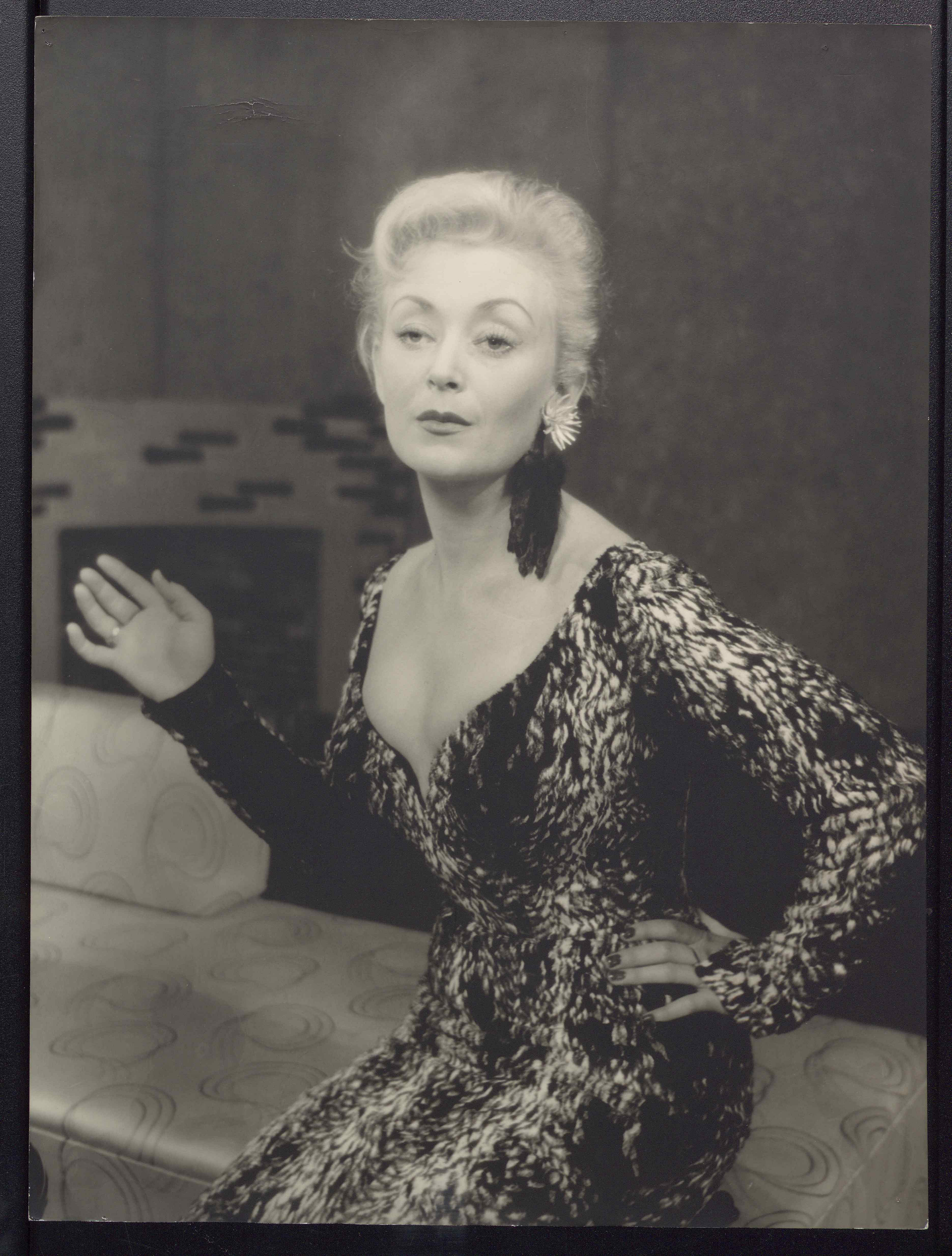
Gabriele Reismüller in Die ist nicht von gestern von Garson Kanin am Badischen Staatstheater Karlsruhe (1956)

Gabriele Reismüller (* 30. November 1920 in Degerndorf; † 24. November 1969 in München) war eine deutsche Schauspielerin.

## Leben
Sie erhielt Unterricht an der Schauspielschule des Staatstheaters in München und trat hier 1941 ihr erstes Engagement an. Später wechselte sie nach Erfurt.
Seit 1941 wirkte sie in Filmen mit und ihre Rollen wurden nach und nach bedeutender. 1944 übernahm sie in dem bajuwarischen Lustspiel Die keusche Sünderin als Film-Tochter von Joe Stöckel und Elise Aulinger ihre erste Hauptrolle. Sie stand 1944 in der Gottbegnadeten-Liste des Reichsministeriums für Volksaufklärung und Propaganda.
Nach Kriegsende spielte sie bis 1950 am Staatstheater Stuttgart, zwischen 1950 und 1952 am Deutschen Theater in Göttingen und bis 1955 an der Komödie in Basel. Später gastierte sie in Frankfurt am Main und in Köln.
Sie war zunächst weiter in bedeutenden Rollen in Filmkomödien zu sehen, zum Beispiel in Der Millionär an der Seite von Hans Moser. In den 60er Jahren geriet sie weitgehend in Vergessenheit. Im Alter von nicht ganz 49 Jahren nahm sie sich das Leben und wurde auf dem neuen Teil des Waldfriedhofs (456-W-6) in München bestattet.

## Filmografie (Auswahl)
- 1941: Der scheinheilige Florian
- 1941: Venus vor Gericht
- 1943: Der dunkle Tag
- 1943: Peterle
- 1944: Der Täter ist unter uns
- 1944: Die keusche Sünderin
- 1944/48: Frech und verliebt
- 1944/49: Münchnerinnen
- 1944/50: Die Schuld der Gabriele Rottweil
- 1945: Wo ist Herr Belling? (unvollendet)
- 1945/47: Der Millionär
- 1949: Die drei Dorfheiligen
- 1953: Ehestreik
- 1958: … und nichts als die Wahrheit
- 1960: Ein gewisses Röcheln
- 1960: Kopf in der Schlinge
- 1960: Gustav Adolfs Page
- 1962: Zaubereien oder Die Tücke des Objekts
- 1969: Sind wir das nicht alle?

## Hörspiele
- 1947: George Bernard Shaw: Helden (Raina) – Regie: Alfred Vohrer (Hörspiel – SDR)
- 1950: Max Frisch: Santa Cruz (Elvira) – Regie: Oskar Nitschke (Hörspiel – SDR)